# 汽車廠站 (莫斯科河畔線)
汽車廠站（羅馬化：Avtozavodskaya）是莫斯科地鐵莫斯科河畔線的一個車站，站名來自於附近的利哈喬夫汽車廠，車站的設計者是Alexey Dushkin。車站的馬賽克以衛國戰爭為主題。2004年，該站發生炸彈襲擊事件。

## 外部連結
- metro.ru （页面存档备份，存于）
- mymetro.ru
- KartaMetro.info — Station location and exits on Moscow map (English/Russian)